# عبدة
عبدة هو موقع أثري لمدينة نبطية مدمرة في صحراء النقب، يقع على قمة جبال النقب. كانت هذه المدينة واحدة من أهم المحطات على طريق البخور بعد البتراء بين القرن الأول والسابع قبل الميلاد. أسس الأنباط المدينة على قمة الجبل في القرن الأول قبل الميلاد، بينما تعود المباني الأثرية الواقعة أسفل الجبل إلى القرن السابع قبل الميلاد. وقد كانت المدينة مأهولة في فترات مختلفة من قبل الإدوميين، والمعينيين، والأنباط، والرومان، والبيزنطيين. يقع الموقع الأثري بالقرب من بلدة عبدة البدوية التي يسكنها عشائر العزازمة والظلام.
كانت المدينة بمثابة مركز تجاري هام على طريق التجارة النبطية الذي كان يربط بين البتراء وميناء غزة، المعروف بطريق البخور، الذي يمتد من الشمال إلى الجنوب. يقع الموقع على الشرق من الطريق السريع رقم 40، على ارتفاع 655 مترًا عن سطح البحر، ويطل على محيطه بارتفاع نحو 80 مترًا. تبلغ المساحة المبنية الإجمالية لقرية عبدة حوالي 85 دونمًا، وتقع حاليًا ضمن مركز حديقة وطنية تمتد على 2100 دونم. على بعد حوالي 3 كم شمال عبدة يوجد متنزه عبدة الوطني الذي سُمي باسمها.
يحتوي الموقع على مركز للزوار، ويضم العديد من الآثار المثيرة للإعجاب، بما في ذلك حي سكني، وبرج مراقبة، ومعصرة عنب، وساحة معبد مع بقايا كنائس، ومعسكر عسكري، والعديد من الكهوف السكنية، وحمام عام، بالإضافة إلى تراسات زراعية تم ترميمها جزئيًا.
في عام 2005، أعلنت منظمة اليونسكو عبدة كموقع للتراث العالمي، إلى جانب شبطا، والخلصة، وكرنب ، كجزء من طريق البخور.

## التاريخ
أسس الأنباط مدينة عبدة في القرن الثالث قبل الميلاد كمحطة على طريق البخور. قد ورد ذكر المدينة لأول مرة في كتابات الجغرافي اليوناني بطليموس في حوالي عام 150 قبل الميلاد، حيث أدرجها على رأس قائمة تضم سبع قرى في إقليم الجزيرة العربية. وقد حفظ المؤرخ البيزنطي إسطفان البيزنطي، الذي عاش في القرن السادس، أهم المعلومات عن المدينة بناءً على كتابات أورانيوس من القرن الأول قبل الميلاد، والذي وصفها بأنها كانت مكانًا للأنباط وسُميت على اسم الملك عبدة، الذي دفن هناك وكان يُعبد كإله.
أخذت عبدة اسمها من الملك عبدة، وهو الملك النبطي الوحيد الذي اعتُبر إلهاً بعد وفاته، ووفقًا لأورينوس، ودفن في المدينة.

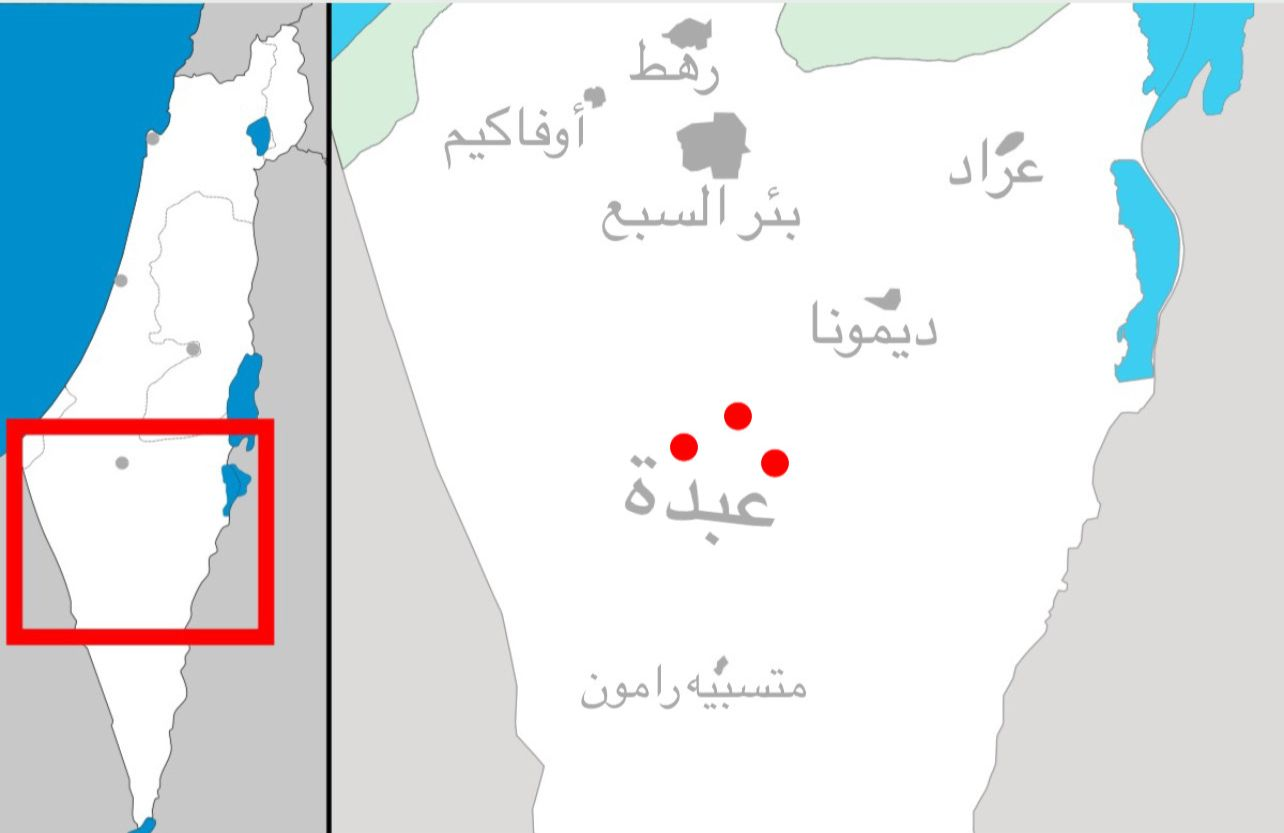
عبدة

كان ثلاثة من ملوك الأنباط يُدعون عبدة، ولكن ليس من الواضح أيهم سُميت المدينة باسمه. من المحتمل أن تكون الإشارة إلى عبدة الثاني (62-60 قبل الميلاد)، الذي لا توجد معلومات كافية عنه، إلا أنه خلال فترة حكمه شهدت المدينة فترة من التطور. وتظهر عملة نبطية تصور عبدة الثاني بشكل جانبي، مما يعكس مظهره. استمرت المدينة في التطور حتى تعرضت للتدمير في منتصف القرن الأول من قِبَل القبائل العربية، لكنها تعافت واستمرت في الازدهار حتى غزاها الرومان بعد وفاة الملك رب أيل الثاني عام 106 ميلادي. ظهرت عبدة على خريطة بويتينجر في القرن الثالث، وبحلول أوائل القرن الرابع أصبحت مركزًا زراعيًا مهمًا في النقب.
تُظهر المخطوطات أن المدينة تمتعت خلال الفترة البيزنطية بدعم اقتصادي وعسكري باعتبارها مدينة حدودية للإمبراطورية. بين القرنين الرابع والسابع، وصلت المدينة إلى ذروة ازدهارها، حيث بنيت الكنائس وحفر الصهاريج والكهوف لاستخدامها كمخازن وورش عمل، كما ازداد دورها الزراعي. في عام 630، ضرب زلزال المدينة مما أدى إلى هجرها، ومنذ ذلك الحين أصبحت تُعرف عند العرب باسم "خربة عبدة".

## اعمال التنقيب
كان أولريخ ياسبر زيتسن هو أول مستكشف أوروبي يزور عبدة في عام 1807، ولكن لم تُكشف هويته إلا في عام 1870. في صيف عام 1902، أجرى الباحث التشيكي الويس موسيل مسحًا تفصيليًا للآثار الباقية في المدينة، وخاصة الكهوف العديدة على المنحدر الغربي. وكان أيضًا أول من حدد المعسكر العسكري بالقرب من المدينة، والحمام عند سفح التل.
في خمسينيات القرن العشرين، شُيِّدَت مزرعة بالقرب من عبدة بهدف استعادة أساليب الزراعة القديمة ،التي كانت تمارس في المنطقة، خاصة في ما يتعلق بطريقة تخزين واستغلال المياه النادرة. بدأت أعمال التنقيب المنهجية في الموقع في عام 1958 لصالح الجامعة العبرية وهيئة المتنزهات الوطنية. وقد بدأ التنقيب في المرحلة الأولى بواسطة مايكل أڤي يوناه، ثم تواصلت أعمال التنقيب لاحقًا تحت إشراف أفراهام نيجيف، واستمرت حتى عام 1961. ثم تجددت بين عامي 1975 و 1977. كما أجريت حفريات على نطاق صغير في عام 1989، وفي عام 1999، تجددت الحفريات في المعسكر العسكري في محاولة لتحديد ما إذا كان قد استخدم من قبل الجيش النبطي أو الروماني. لكن حتى اليوم لا يوجد إجماع بين المنقبين حول فترة استخدام المعسكر.

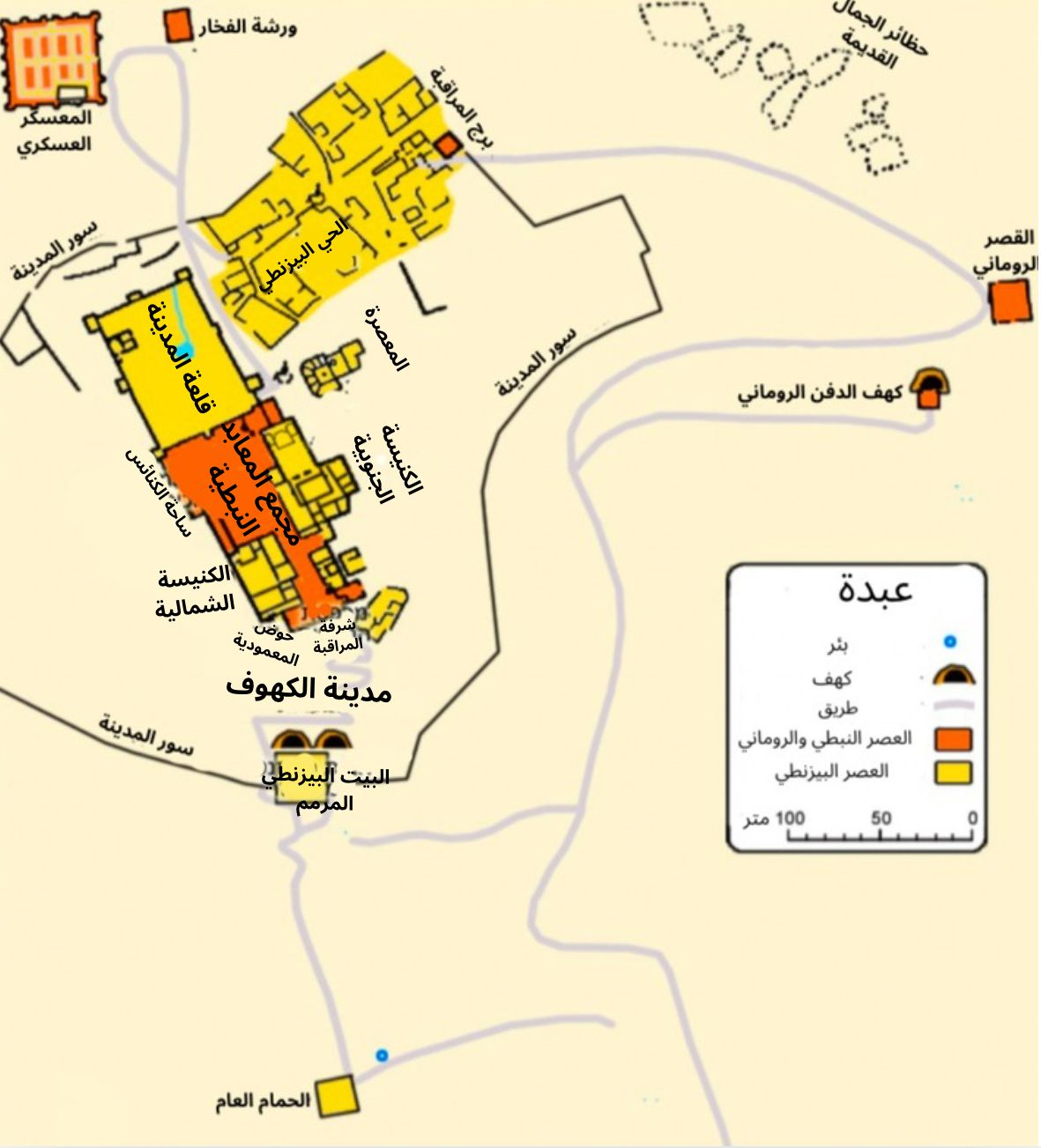
خارطة عبدة

## الآثار
تتركز الآثار النبطية والرومانية على الجانب الغربي من التل، باستثناء المعسكر العسكري الواقع في نهايته الشرقية، وقصر روماني واحد على جانبه الجنوبي.اكْتشِفَ غالبية الآثار البيزنطية في الجزء الشرقي من الموقع، وعند سفح المنحدر الغربي.
بقايا نبطية:
- ورشة صناعة الفخار مع فرن وبركة طينية.
- معبد نبطي، تعتبر بوابته من أبرز المعالم في الموقع. ويوجد على عتبة الباب نقش إهدائي يعود تاريخه إلى عام 268.
- اكتشف المعسكر العسكري أثناء الحفريات في تسعينيات القرن الماضي شرق مركز المدينة. ويختلف الباحثون حول ما إذا كان قد تم إنشاؤه من قبل الأنباط أم الرومان. والمعسكر مربع الشكل، ويبلغ طول كل ضلع من أضلاعه مائة متر. يحتوي المعسكر على ثمانية غرف طويلة يمكنها استيعاب مئات الجنود. كانت هناك أربع بوابات تؤدي إلى المعسكر، واحدة على كل جانب، وكانت أبراج الحراسة تحميه.

بقايا رومانية:
- كهف دفن من القرن الثالث يحتوي على أكثر من عشرين تلة دفن. وعند مدخله مذبح ونقوش للشمس والقمر. اكتشفت ثلاثة نقوش يونانية تحتوي على أسماء نساء في الموقع. والتفسير هو أنهن كن يعملن ككاهنات للإلهة أفروديت ودُفنن هناك.
- برج مراقبة مدعوم بأقواس حجرية تم بناؤه في عام 294 ميلادي، حسب نقش موجود في الموقع.

الآثار البيزنطية:
- حي سكني بيزنطي يعود تاريخه إلى العصر الروماني، حيث تنتشر منازله على جانبي شارع مركزي مع نظام من الصهاريج والقنوات لجمع مياه الأمطار.
- حصن طوله 63 مترًا وعرضه 43 مترًا، وفيه صهريج كبير.
- حوضان للمعمودية: أحدهما على شكل صليب، ويستخدم لمعمودية البالغين، والآخر أصغر حجمًا ويستخدم لمعمودية الأطفال.
- حمام من القرن الرابع يقع عند سفح التل. وكان يتم توفير المياه من بئر عمقه 70 مترًا حيث كان ضخها إلى بركة تخزين.
- خمس معاصر لعصر العنب. يحتوي أحدها على سطح متدرج يؤدي منه قناة تحت الأرض إلى حفرة تخزين، لنقل النبيذ إلى الكهوف على حافة التل، حيث تتم معالجته وتخزينه.
- منزل بيزنطي مُرمم يحتوي على كهوف كانت تُستخدم كمرحاض ومكان لتخزين المنتجات الزراعية. وقد عثر في الموقع على نقش بارز لصليب، ورؤوس ثيران، وعناقيد عنب.

## تشويه الموقع
في 5 أكتوبر/تشرين الأول 2009، تعرض الموقع للتخريب من قِبَل  شخصين حاولا الانتقام من القوات الاسرائيلية بعد هدم منزل قريبهم، حطما مئات من القطع الأثرية القديمة، بالإضافة إلى طلاء الجدران. تعرض الموقع لأضرار بالغة على الرغم من أنه كان تحت المراقبة على مدار 24 ساعة في اليوم. وقد تم استثمار حوالي 8.7 مليون شيكل في ترميم الموقع.

## معرض صور

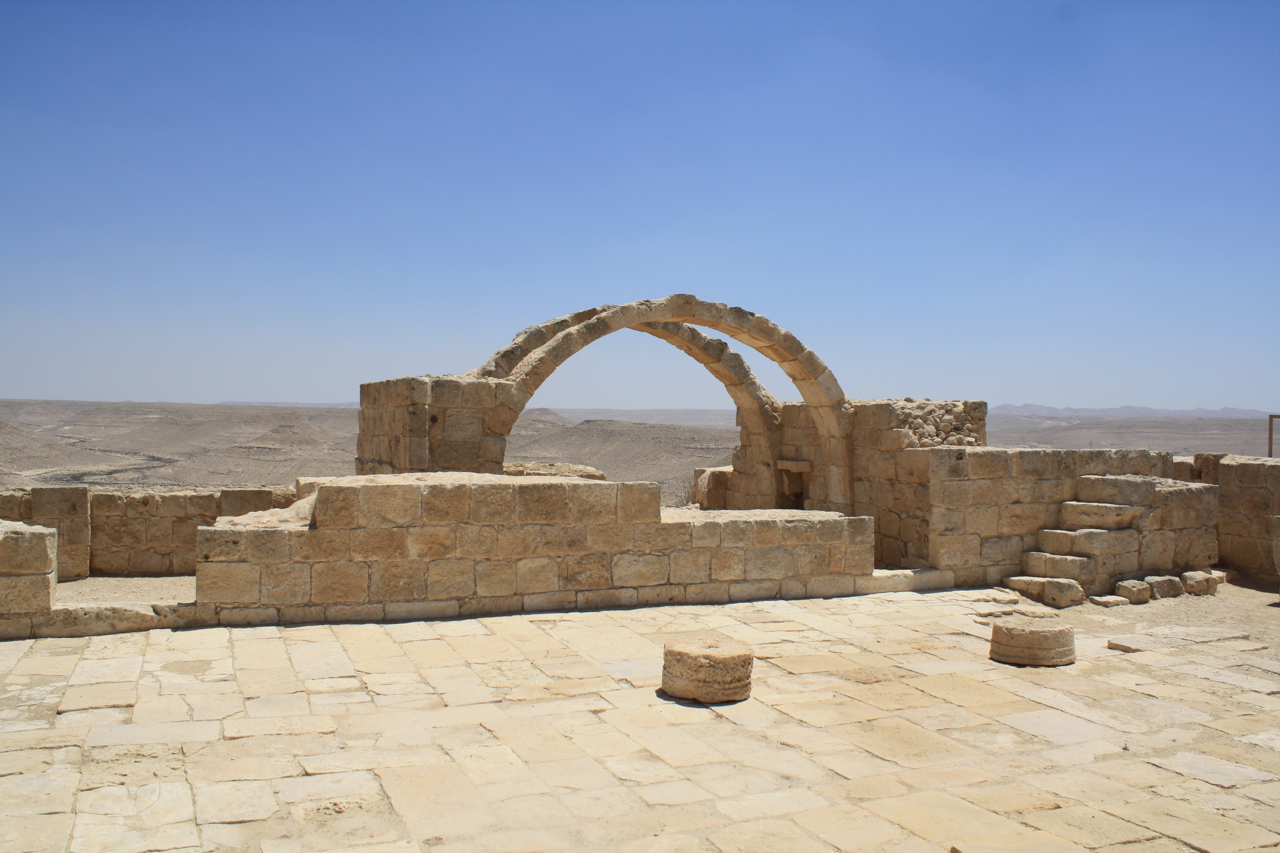
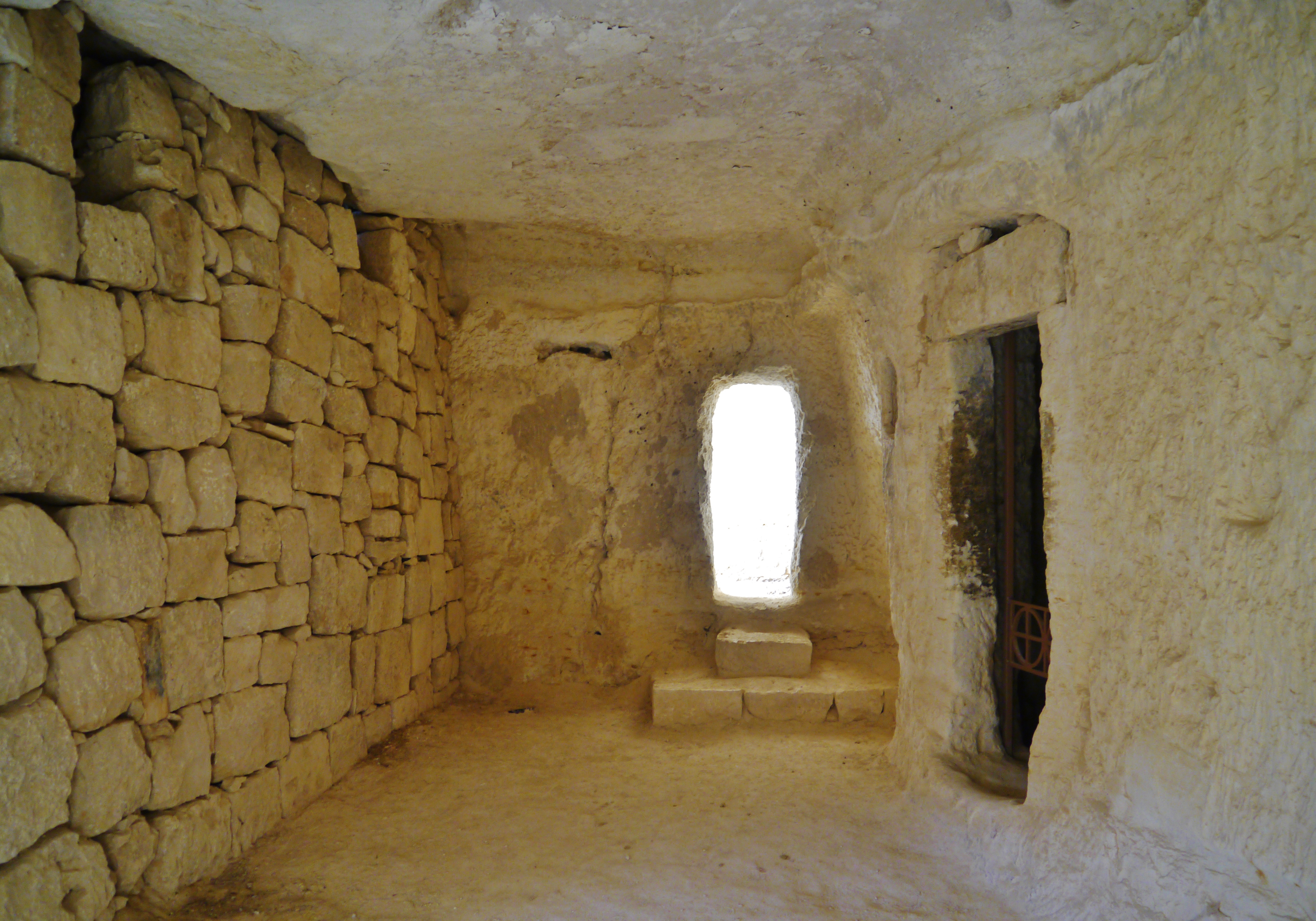
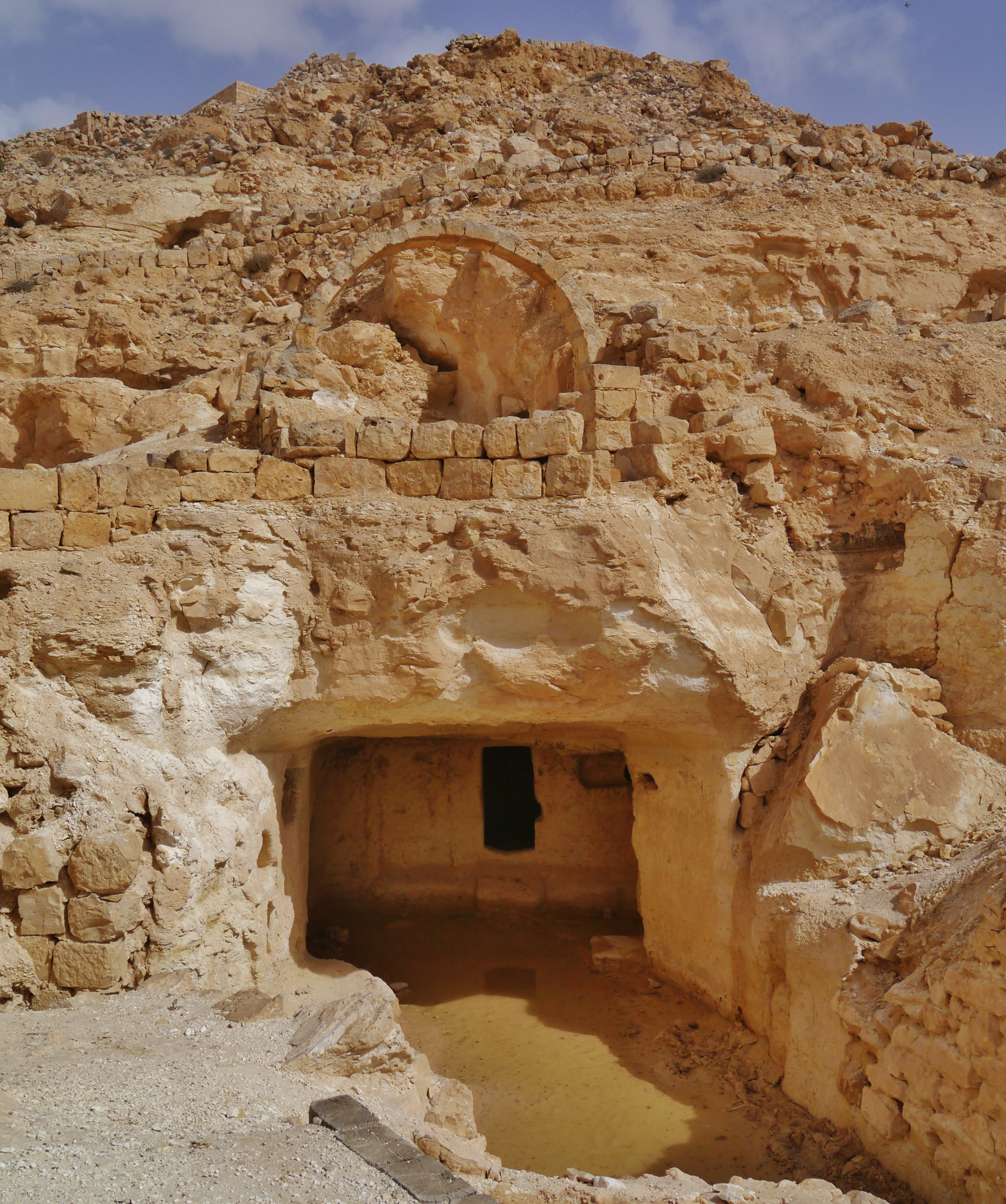
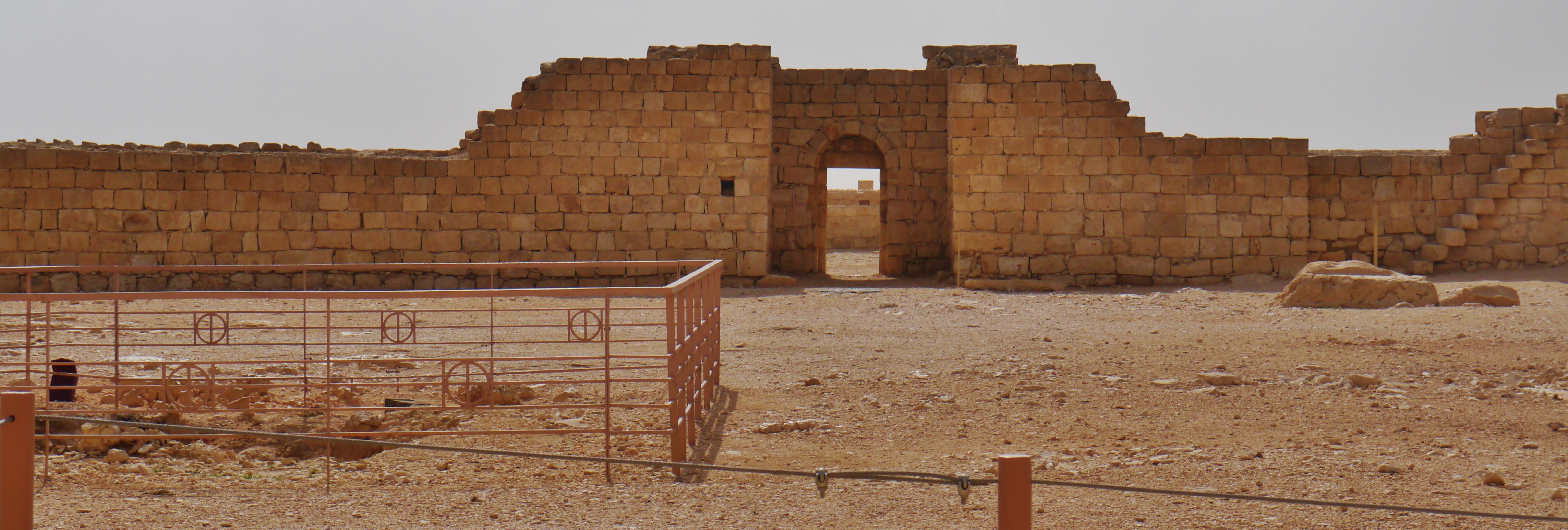
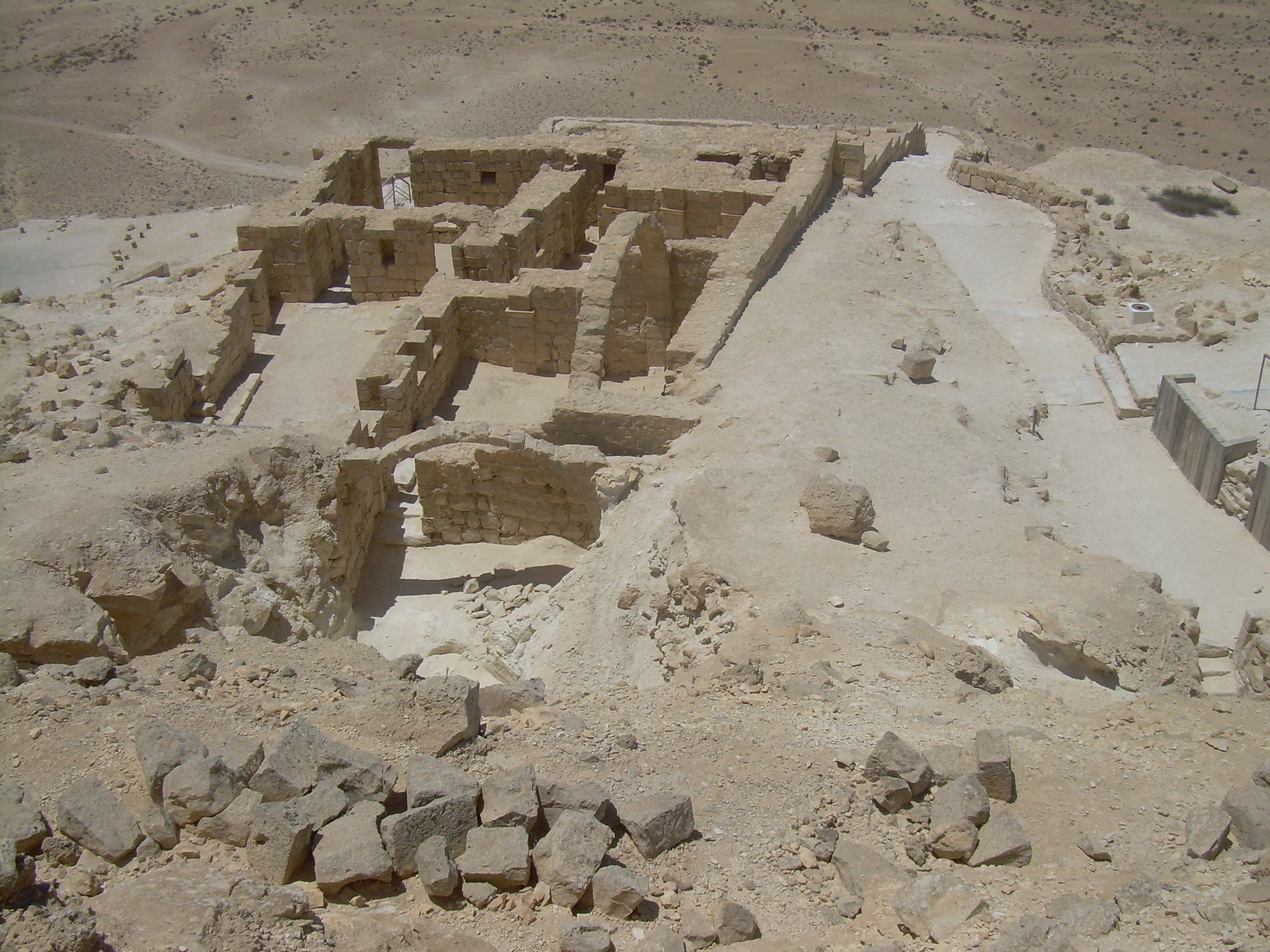
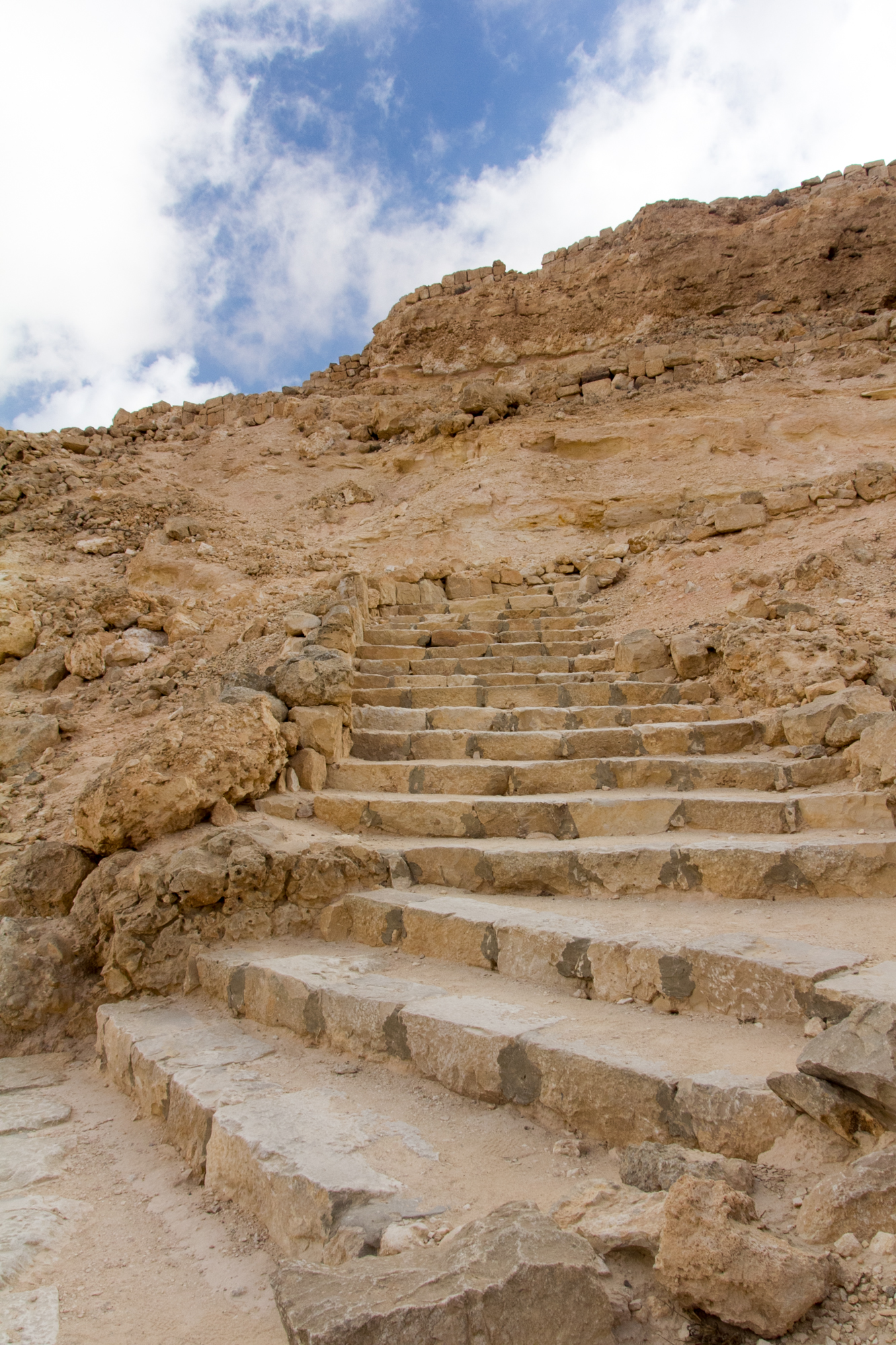
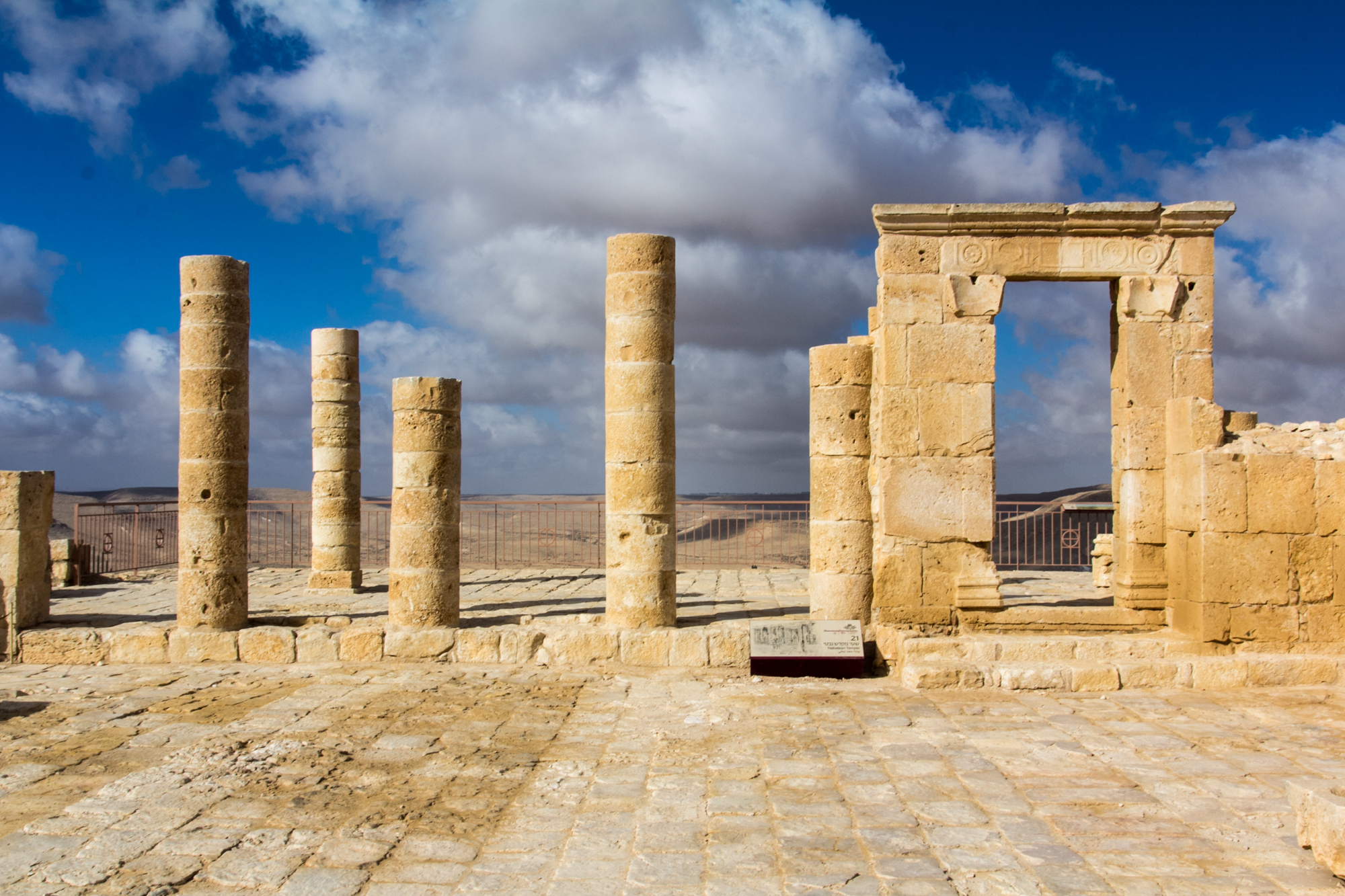
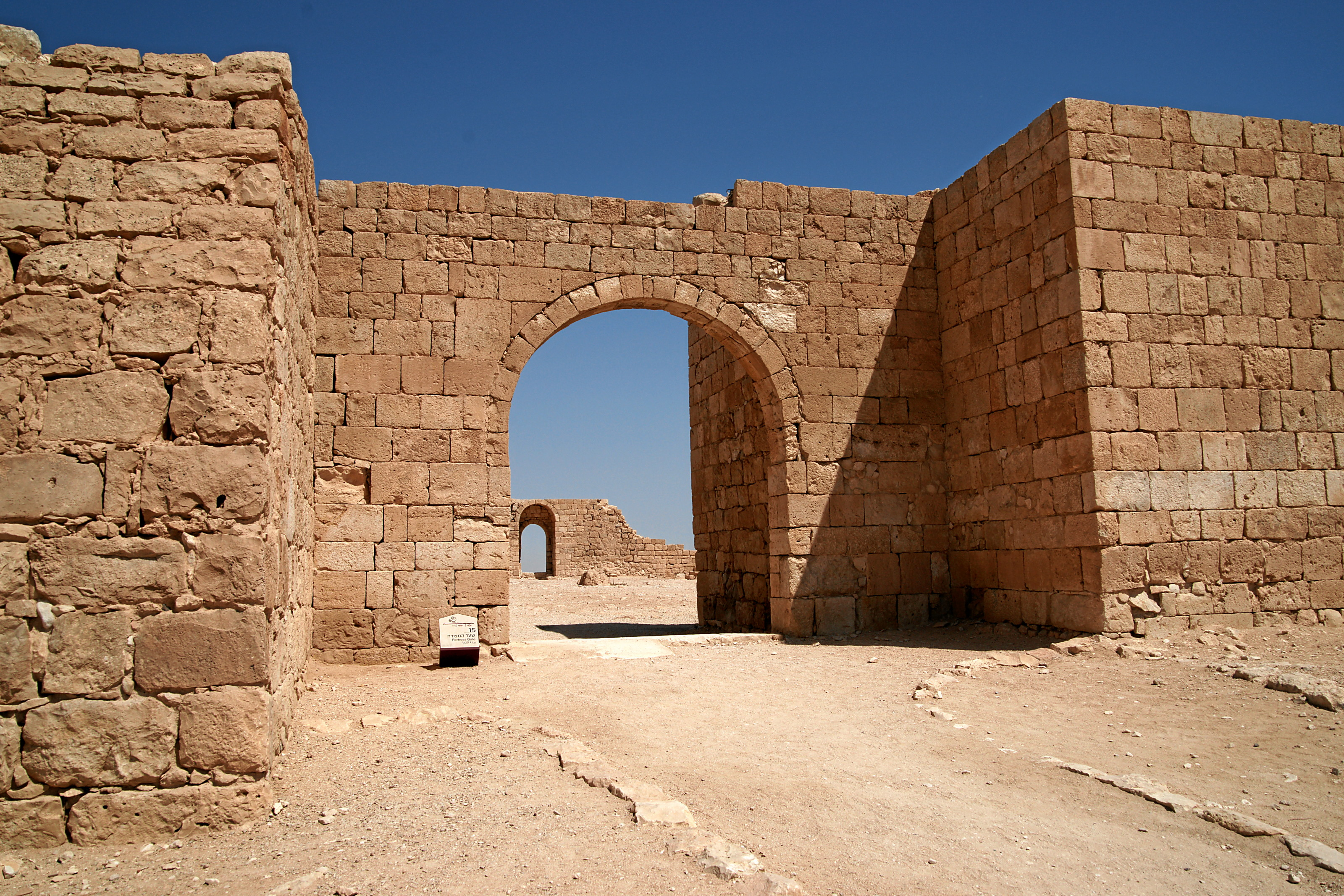
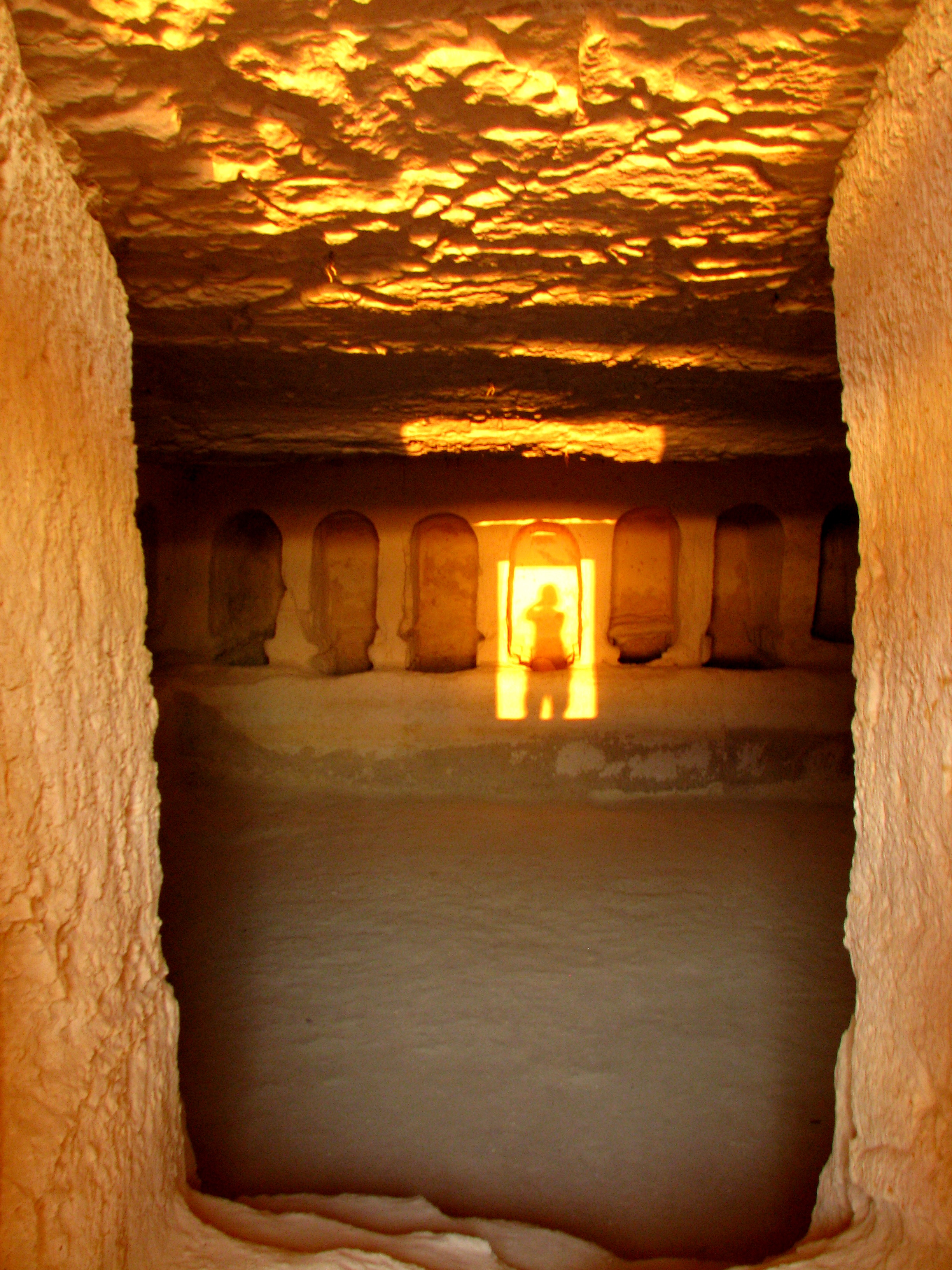